# You're the One That I Want
You're the One That I Want, skriven av John Farrar, är en sång skriven till musikalfilmen Grease 1978. Den ingår inte i den ursprungliga scenversionen av musikalen. Sången framfördes av John Travolta och Olivia Newton-John. Den har namngivit reality-TV-serien Grease: You're the One that I Want!. Den toppade singellistorna i flera länder, bland annat Storbritannien, Sverige och USA.

## Listplaceringar
| Lista (1978-1979) | Topplacering |
| ----------------- | ------------ |
| Nederländerna     | 1            |
| Norge             | 1            |
| Nya Zeeland       | 1            |
| Schweiz           | 1            |
| Storbritannien    | 1            |
| Sverige           | 1            |
| Österrike         | 2            |

### Fotnoter
1. ↑  ”Listplacering”. http://dutchcharts.nl/showitem.asp?interpret=John+Travolta+%26+Olivia+Newton-John&titel=You%27re+The+One+That+I+Want&cat=s. Läst 7 maj 2011.
2. ↑  ”Listplacering”. http://norwegiancharts.com/showitem.asp?interpret=John+Travolta+%26+Olivia+Newton-John&titel=You%27re+The+One+That+I+Want&cat=s. Läst 7 maj 2011.
3. ↑  ”Listplacering”. Arkiverad från originalet den 26 maj 2010. https://web.archive.org/web/20100526062622/http://www.charts.org.nz/showitem.asp?interpret=John+Travolta+%26+Olivia+Newton%2DJohn&titel=You%27re+The+One+That+I+Want&cat=s. Läst 7 maj 2011.
4. ↑  ”Listplacering”. http://hitparade.ch/showitem.asp?interpret=John+Travolta+%26+Olivia+Newton-John&titel=You%27re+The+One+That+I+Want&cat=s. Läst 7 maj 2011.
5. ↑  1978 UK Singles Chart info Chartstats.com. läst 15 augusti 2009.
6. ↑  ”Listplacering”. http://swedishcharts.com/showitem.asp?interpret=John+Travolta+%26+Olivia+Newton-John&titel=You%27re+The+One+That+I+Want&cat=s. Läst 7 maj 2011.
7. ↑  ”Listplacering”. http://austriancharts.at/showitem.asp?interpret=John+Travolta+%26+Olivia+Newton-John&titel=You%27re+The+One+That+I+Want&cat=s. Läst 7 maj 2011.